# Beyond the Sunset: The Romantic Collection
Albums de Blackmore's Night
Ghost of a Rose
(2003) The Village Lanterne
(2006)
Beyond the Sunset est un album de compilation de Blackmore's Night sorti en 2004 chez Steamhammer. Il porte le nom de la chanson Beyond the Sunset de son album de 1999 Under a Violet Moon. Cette compilation contient des pièces des quatre albums studio du groupe sortis à cette époque, à l'exception d'une piste inédite, Once In A Million Years. Il inclut également deux chansons réenregistrées en versions différentes Ghost of a Rose et Now and Then.
Une édition limitée contient un DVD en supplément avec cinq titre enregistrés en concert au château Schloss-Burg à Solingen le 25 juillet 2002.
L'album remporte le New Age Reporter Lifestyle Music Award en tant que meilleur album vocal. 

## Liste des titres
| 1.  | Once in a Million Years (Wenn aus Liebe Sehnsucht wird) (Inédit) | Blackmores, Night         | 4:33 |
| 2.  | Be Mine Tonight (Shadow of the Moon (1997))                      | Blackmores, Night         | 2:55 |
| 3.  | Wish You Were Here (Shadow of the Moon)                          | Leskelä Teijo             | 5:06 |
| 4.  | Waiting Just for You (Fires at Midnight (2001))                  | Blackmores, Night, Clarke | 3:18 |
| 5.  | Durch den Wald zum Bach Haus (Under a Violet Moon (1999))        | Blackmore                 | 2:35 |
| 6.  | Ghost of a Rose (Nouvelle version)                               | Blackmores, Night         | 5:43 |
| 7.  | Spirit of the Sea (Shadow of the Moon)                           | Blackmores, Night         | 4:53 |
| 8.  | I Still Remember (Fires at Midnight)                             | Blackmores, Night         | 5:42 |
| 9.  | Castles and Dreams (Under a Violet Moon)                         | Blackmores, Night         | 3:36 |
| 10. | Beyond the Sunset (Instrumental, Under a Violet Moon)            | Blackmore                 | 3:47 |
| 11. | Again Someday (Fires at Midnight)                                | Blackmores, Night         | 1:43 |
| 12. | Diamonds and Rust (Ghost of a Rose (2003))                       | Joan Baez                 | 4:54 |
| 13. | Now and Then (Nouvelle version)                                  | Night                     | 3:15 |
| 14. | All Because of You (Fires at Midnight)                           | Blackmores, Night         | 3:34 |

| 1. | Written in the Stars         | Blackmores, Night        | 4:49 |
| 2. | Morning Star                 | Blackmores, Night        | 4:41 |
| 3. | Play Minstrel Play           | Trad., Blackmores, Night | 3:59 |
| 4. | Minstrel Hall (Instrumental) | Blackmore                | 2:36 |
| 5. | Under a Violet Moon          | Blackmores, Night        | 4:23 |